# Asedio del Castel di Castro
El Asedio de Castel di Castro fue uno de los episodios de la conquista aragonesa de Cerdeña por Jaime II de Aragón.

## Antecedentes
Hugo II de Arborea, que reclamaba un tercio del Juzgado de Cagliari, que los pisanos no estaban dispuestos a ceder, y pasó a la acción, venciendo a los pisanos en la batalla de San Gavino, que se replegaron a Iglesias y Castel di Castro, y pidió ayuda a la Corona de Aragón para consolidar la posición. Las flotas de Valencia y Cataluña se concentran en Port Fangós.

## El asedio
Guerau de Rocabertí y Desfar y su sobrino Dalmau VII de Rocabertí adelantaron al grueso de los expedicionarios con 200 caballeros y 2.000 infantes para ayudar Hugo II de Arborea, tomando Quartu y acosando el Castel di Castro, rodeado por humedales salobres, y por esta razón acamparon en una colina, que fortificaron, en el mismo lugar se construyó la ciudad llamada Bonaria.
El 1 de junio de 1323, las tres flotas, comandadas por el infante Alfonso con un total de 60 galeras, 14 naves y otras naves pequeñas zarpan hacia Cerdeña, y cinco días después se concentran en bloque para evitar el mal tiempo, y donde se h {{ ERROR <! - sic -> }} y une la expedición de la Corona de Mallorca capitaneadas por Huguet de Totzó. El 12 de junio llegan a Cerdeña, y el 14, atracan en el Golfo de Palma di Sulci, al sur de la isla, donde un grupo de nobles y señores sardos le prestan juramento de fidelidad al infante Alfonso.
Acosado el castillo de Cagliari por Dalmau VII de Rocabertí, la flota de Francesc Carròs y de Cruïlles, con tropas de Ramon de Peralta y Bernat I de Cabrera costeó la isla, tomando algunas posiciones, mientras el grueso de las fuerzas aragonesas se dirigieron a Iglesias, que estaba siendo acosada por Hugo II de Arborea. El asedio de Iglesias comenzó la 1 de julio de 1323. Después de dos fracasados asaltos el 6 y el 20 de julio, el calor, la humedad, y la malaria pronto diezmaron ambas partes, por lo que las víctimas fueron cerca de 12.000, y finalmente la ciudad se rindió el 7 de febrero de 1324. la guarnición se rindió con honores y marchó a la defensa de Cagliari.
Devuelto Huguet de Totzó a casa por enfermedad, fue enviado en su lugar, con refuerzos y víveres, Guillem Alomar, que fue interceptado por los pisanos y capturaron varios barcos y quemaron otros, y tuvieron que recibir el socorro de Ramón de Sentmenat desde Goceano .
Una flota pisana comandada por Manfredi della Gherardesca con 32 naves, que pretendía levantar el asedio de Cagliari, a pesar de encontrar la manada enemigo, no se enfrentó porque la flota comandada por el almirante Francesc Carròs y de Cruïlles era más numerosa y los aragoneses ya estaban en tierra. El 29 de febrero del infante Alfonso por tierra y el almirante Francesc Carròs y de Cruïlles por mar, derrotan a los pisanos en la batalla de Lucocisterma, aunque Manfredi della Gherardesca y 500 hombres consiguieron llegar el castillo, mientras el resto de los pisanos se dispersaba, y la flota era capturada por los sitiadores. Una vez curado de sus heridas, della Gherardesca tomó el mando de la defensa.
El 19 de junio, se firma la capitulación, según la cual Pisa cede a Jaime II todos los derechos sobre Cerdeña cediendo el Castel di Castro y las villas inmediatas de Villanova y Stampace.

## Consecuencias
Finalmente, tras la derrota de pisanos y genoveses en la batalla naval de Cagliari, tuvieron que ceder la última ciudad que conservaban en 1326.